# Smalnäbbad dykpetrell
Smalnäbbad dykpetrell (Pelecanoides urinatrix) är en liten fågel i familjen liror inom ordningen stormfåglar. Den häckar i subantarktiska ögrupper jorden runt.

## Utseende
Dykpetreller är små, svartvita havslevande fåglar med korta vingar och kort stjärt, förvånansvärt lika alkekungar i familjen alkor på norra halvklotet. Smalnäbbad dykpetrell är 23 cm lång. Den är mycket lik brednäbbad dykpetrell men är oftast tydligt mörkvattrad på strupe och hals, gråare på undre vingtäckarna, mindre ljusa spetsar på skulderfjädrarna och mörkare innerfan på handpennorna. I handen syns att den saknar svart streck längs benets baksida samt har smalare näbb (därav namnet).

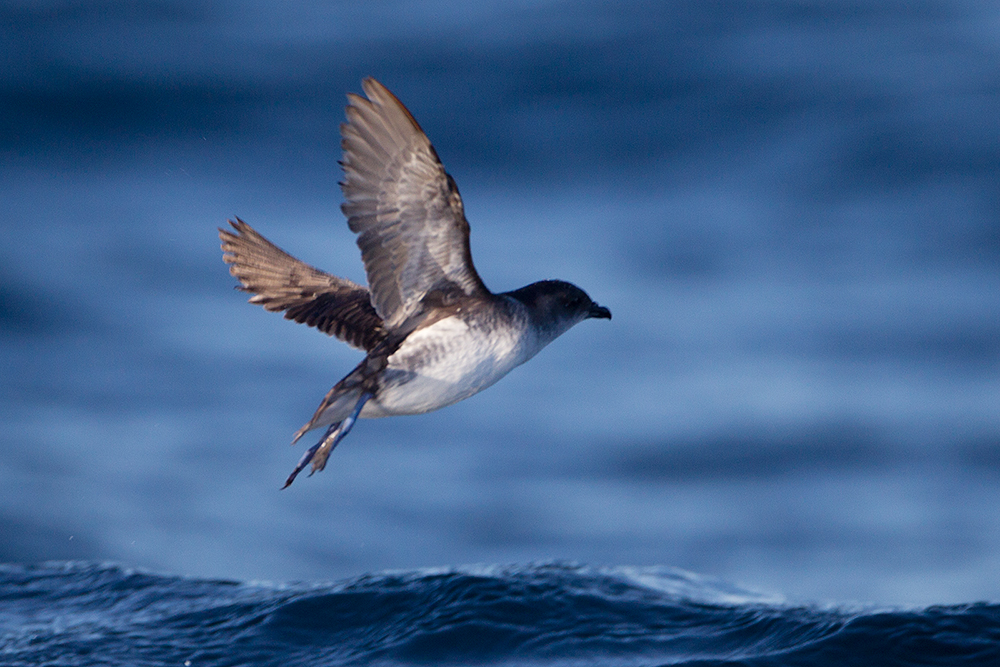
Smalnäbbad dykpetrell utanför sydöstra Tasmanien.

## Utbredning och systematik
Smalnäbbad dykpetrell häckar i subantarktiska ögrupper jorden runt. Den delas in i sex underarter med följande utbredning:
- Pelecanoides urinatrix urinatrix – häckar på Tasmanien, Nya Zeeland och öarna i Bass Strait
- Pelecanoides urinatrix berard – häckar på Falklandsöarna
- Pelecanoides urinatrix dacunhae – häckar på Tristan da Cunha och Goughön
- Pelecanoides urinatrix exsul – förekommer från östra Sydgeorgien till Antipodöarna
- Pelecanoides urinatrix chathamensis – häckar på Chathamöarna, Solanderöarna och Snaresöarna, Nya Zeeland
- Pelecanoides urinatrix copperingeri – förekommer i södra Chile

Underarterna exsul och dacunhae respektive berard behandlas ibland som egna arter.

### Familjetillhörighet
Dykpetrellerna ansågs tidigare utgöra en egen familj, Pelecanoididae, men inkorporeras numera i familjen liror (Procellariidae) efter genetiska studier.

## Levnadssätt
Smalnäbbad dykpetrell häckar i kolonier och ses ofta i små flockar, vanligen i farvatten nära häckningsplatserna men ibland långt ute till havs. Likt andra dykpetreller flyger de snabbt och direkt tätt över vattenytan med svirrande vingar, ibland rakt ner i vattnet (därav namnet dykpetreller). Fågeln livnär sig huvudsakligen av planktonstora kräftdjur.

## Status och hot
Arten har ett stort utbredningsområde och en stor population, men tros minska i antal på grund av boplundring av invasiva predatorer, dock inte tillräckligt kraftigt för att den ska betraktas som hotad. IUCN kategoriserar därför arten som livskraftig (LC). Världspopulationen uppskattas till 16 miljoner individer.

## Namn
Arten har på svenska kallats både svartryggad dykpetrell och vanlig dykpetrell.